# Abhar
Abhar (perski: ابهر) – miasto w Iranie, w ostanie Zandżan. W 2006 roku miasto liczyło 70 836 mieszkańców w 19 136 rodzinach.
Dwie największe atrakcje turystyczne miasta to Peer Ahmad Zahrnoush Mauzoleum i Imamzadeh Zeidolkabir Mauzoleum.